# Cholydiella incisa
Cholydiella incisa is een eenoogkreeftjessoort uit de familie van de Tisbidae. De wetenschappelijke naam van de soort is voor het eerst geldig gepubliceerd in 1982 door Avdeev.